# Rinconsaurus
A Rinconsaurus a titanosaurus sauropoda dinoszauruszok egyik neme, amely a késő kréta korban élt a mai Argentína területén. A típusfajáról, a három részleges csontváz alapján ismert Rinconsaurus caudamirusról Jorge Orlando Calvo és Bernardo Riga készített leírást 2003-ban.

## Anatómia
A többi sauropodához hasonlóan a Rinconsaurus egy nagyméretű, hosszúnyakú, hosszú ostorszerű farokkal és oszlopszerű lábakkal rendelkező négy lábon járó állat volt. A Rinconsaurus szokatlanul karcsú sauropoda volt. Bár a fosszíliái hiányosak, így sem a teljes nyaka sem a feje nem ismert, a teljes hosszát 11 méterre, a vállmagasságát pedig 2,5 méterre becsülik. A Rinconsaurus koponyájának csak egy része került elő, de a rokonságába tartozó titanosaurusok maradványai alapján feltehetően hosszú és keskeny volt.

## Felfedezés és fajok
A Rinconsaurus fosszíliáit Gabriel Benítez fedezte fel 1997-ben, Argentína Neuquén tartományában, Rincón de los Sauces közelében. A fosszíliákat, melyek három példány (két felnőtt és egy fiatal) maradványait őrizték meg, a Comahue Nemzeti Egyetem Őslénytani Múzeuma (Paleontology Museum of the National University of Comahue) őslénykutatója, Jorge Orlando Calvo találta meg.
Az egyetlen ismert faj, a típusfaj, a Rinconsaurus caudamirus leírását Calvo és a Mendozai Gerinces Őslénytani Laboratórium (Paleovertebrate Laboratory in Mendoza) kutatója Bernardo J. González Riga készítette el 2003-ban. A szerzők a nemhez kötődő fejlett, egyedi jellemzőket soroltak fel, például a csontnyúlvánnyal ellátott, sajátos farokcsigolyákat. A fosszilis maradványok között csigolyák, végtagcsontok, lapocka, medencecsontok (szeméremcsont, csípőcsont és ülőcsont) és bordák kerültek elő. A koponya töredékeiből az állkapcsot és két fogat találtak meg. Ezek a fogak egy másik titanosauruséra, a Malawisauruséra hasonlítanak.
A nem neve a fosszília lelőhelyére, Rincón de los Saucesre utal, a faj neve, a caudamirus jelentése pedig 'csodás farok', a farokcsigolyák szokatlan formájára utalva.

## Osztályozás
A Rinconsaurus egy titanosaurida sauropoda. Ezt a dinoszauruszt a titanosaurusok csoportjában Coria és Riga több fejlett jellegzetesség alapján az Aeolosaurus közeli rokonának tekinti. 2007-ben Gabriel Casal és szerzőtársai a Rinconsaurust, a Gondwanatitant és az Aeolosaurust a titanosaurusok ág-alapú kládjába, az Aeolosaurinibe sorolták be. Egyelőre még nem dőlt el, hogy ez az osztályozás széles körben elfogadottá válik-e.

## Ősbiológia

### Étrend
A Rinconsaurus más sauropodákhoz hasonlóan növényevő volt. A késő kréta kori titanosauridákénak tartott fosszilizálódott ürülékben fitoliteket, kovásodott növényi töredékeket találtak, amelyek széles körű, nem megválogatott növényi étrendre utalnak. A várható növényi maradványok, például a cikászok és tűlevelűek mellett a 2005-ben publikált felfedezések között egyszikűek, például pálmafélék és pázsitfűfélék (Poaceae), többek között a rizs és a bambusz ősei kerültek elő, ami arra enged következtetni, hogy a növényevő dinoszauruszok és a fűfélék együtt fejlődtek.
A titanosauridák fogai rendszerint véső (illetve kanál) vagy cölöp formájúak. A Rinconsaurusszal együtt talált, meredek kopási mintákat viselő fogakat „ceruza-vésőszerű fogakként” jellemezték. A táplálék megőrlésének képessége nélkül a Rinconsaurus a többi sauropodához hasonlóan csak tépkedte a növényzetet.

## Fordítás
Ez a szócikk részben vagy egészben a Rinconsaurus című angol Wikipédia-szócikk ezen változatának fordításán alapul.  Az eredeti cikk szerkesztőit annak laptörténete sorolja fel. Ez a jelzés csupán a megfogalmazás eredetét és a szerzői jogokat jelzi, nem szolgál a cikkben szereplő információk forrásmegjelöléseként.